# Колесников, Пимен Григорьевич
Пимен Григорьевич Колесников (1906—1996) — полковник Советской Армии, участник Великой Отечественной войны, Герой Советского Союза (1945).

## Биография
Пимен Колесников родился 11 (по новому стилю — 24) июля 1906 года в Николаеве. В 1921 году переехал в Красноярский край, где окончил неполную среднюю школу, после чего работал учётчиком в сельскохозяйственной артели и колхозе. В 1930 году переехал в Ленинград, где работал на кондитерской фабрике. В 1931 году Колесников был призван на службу в Рабоче-крестьянскую Красную Армию. В 1933 году он окончил Ленинградскую военно-теоретическую школу лётчиков, в 1934 году — Оренбургскую военную авиационную школу лётчиков и лётчиков-наблюдателей. С декабря 1941 года — на фронтах Великой Отечественной войны. Принимал участие в боях на Волховском, Южном, Северо-Кавказском, Закавказском, Западном, 1-м и 2-м Белорусском фронтах, был сбит и ранен.
К концу войны майор Пимен Колесников был старшим штурманом 199-й штурмовой авиадивизии 4-го штурмового авиакорпуса 4-й воздушной армии 2-го Белорусского фронта. За время своего участия в войне он совершил 104 боевых вылета на штурмовку скоплений боевой техники и живой силы противника, нанеся тому большие потери.
Указом Президиума Верховного Совета СССР от 18 августа 1945 года за «образцовое выполнение боевых заданий командования на фронте борьбы с немецкими захватчиками и проявленные при этом мужество и героизм» майор Пимен Колесников был удостоен высокого звания Героя Советского Союза с вручением ордена Ленина и медали «Золотая Звезда» за номером 8744.
После окончания войны Колесников продолжил службу в Советской Армии. В 1949 году он окончил Высшие лётно-тактические курсы усовершенствования офицерского состава. В 1957 году в звании полковника Колесников был уволен в запас. Проживал в Минске, работал на Минском заводе ЭВМ (ныне ОАО «Интеграл»), затем стал начальником отдела механизации института «Белпромпроект».
Заслуженный работник культуры Белорусской ССР (26.06.1984, за активную работу по воспитанию трудящихся на революционных, боевых и трудовых традициях Коммунистической партии и советского народа, по подготовке молодёжи к службе в Вооружённых Силах СССР).
Постановлением Президиума Верховного Совета Республики Беларусь от 28 июня 1996 года № 414-XIII за активное участие в работе Белорусской организации ветеранов войны, труда, Вооружённых Сил и
правоохранительных органов Колесников Пимен Григорьевич награждён Почётной грамотой Президиума Верховного Совета Республики Беларусь.
Скончался 26 ноября 1996 года, похоронен на Северном кладбище Минска.
Был награждён двумя орденами Ленина, четырьмя орденами Красного Знамени, орденами Отечественной войны 1-й и 2-й степеней, орденом Красной Звезды, рядом медалей.

## Память
- В честь Пимена Григорьевича была названа одна из улиц Минска.
- В Минске на фасаде дома №4 по улице Колесникова установлена мемориальная доска.